# Ермолов, Николай Алексеевич (Георгиевский кавалер)
Николай Алексеевич Ермолов (1756 или 1757 — после 1797) — генерал-майор русской императорской армии.

## Биография
Родился в 1756 (22 марта или в 1756 году. Отец — Алексей Леонтьевич Ермолов (10.03.1714—27.03.1791), генерал-майор, член Коллегии экономии, получивший чин действительного статского советника; мать Мария Александровна, урождённая Загряжская (1728—01.01.1798).
Был записан в 1761 году в лейб-гвардии Преображенский полк, только числясь в котором, получал чины: капрала, фурьера, подпрапорщика; в 1770 году был пожалован в сержанты. 
Прапорщиком стал уже на действительной службе, в 1775 году; с 1777 года — подпоручик, с 1779 — капитан-поручик. В 1781 году был «выпущен в полевые полки» подполковником, участвовал в Крымском походе. Был  назначен 13 мая 1786 года обер-кригс-комиссаром, а 12 февраля 1787 года переведён в армию полковником с назначением в 1789 году командиром Тенгинского пехотного полка.
Участвовал в Шведской войне; 25 марта 1791 года был произведен в бригадиры, а 24 ноября 1794 года — в генерал-майоры. Его прошение 18 сентября 1797 года о переводе из Каменец-Подольска куда-нибудь ближе к его имениям, в Орловской и Тверской губерниях, или о назначении его в штатскую службу, или, наконец, об увольнении его в отставку, вызвало раздражение императора Павла I, и 8 октября 1797 года он был «отставлен от службы тем же чином».

## Награды
- орден Св. Георгия 4-й ст. (08.09.1790)

## Семья
От брака с Александрой Петровной Хлоповой (04.07.1769—04.12.1843) он имел 4 сыновей и 5 дочерей:
- Пётр (08.10.1787—20.06.1844), генерал-майор
- Анна (1793—1876), была замужем за Владимиром Никаноровичем Шеншиным (1789—1858) — генерал-майором, который после отставки был директором московского Александринского сиротского института[3].
- Мария (23.03.1795—08.08.1838), девица
- Сергей (1798—1856)
- Дмитрий
- Николай (13.01.1801—03.08.1863), штабс-ротмистр
- Екатерина (25.05.1804—16.01.1883), замужем за Евдокимом Васильевичем Давыдовым.